# Neue Kammern

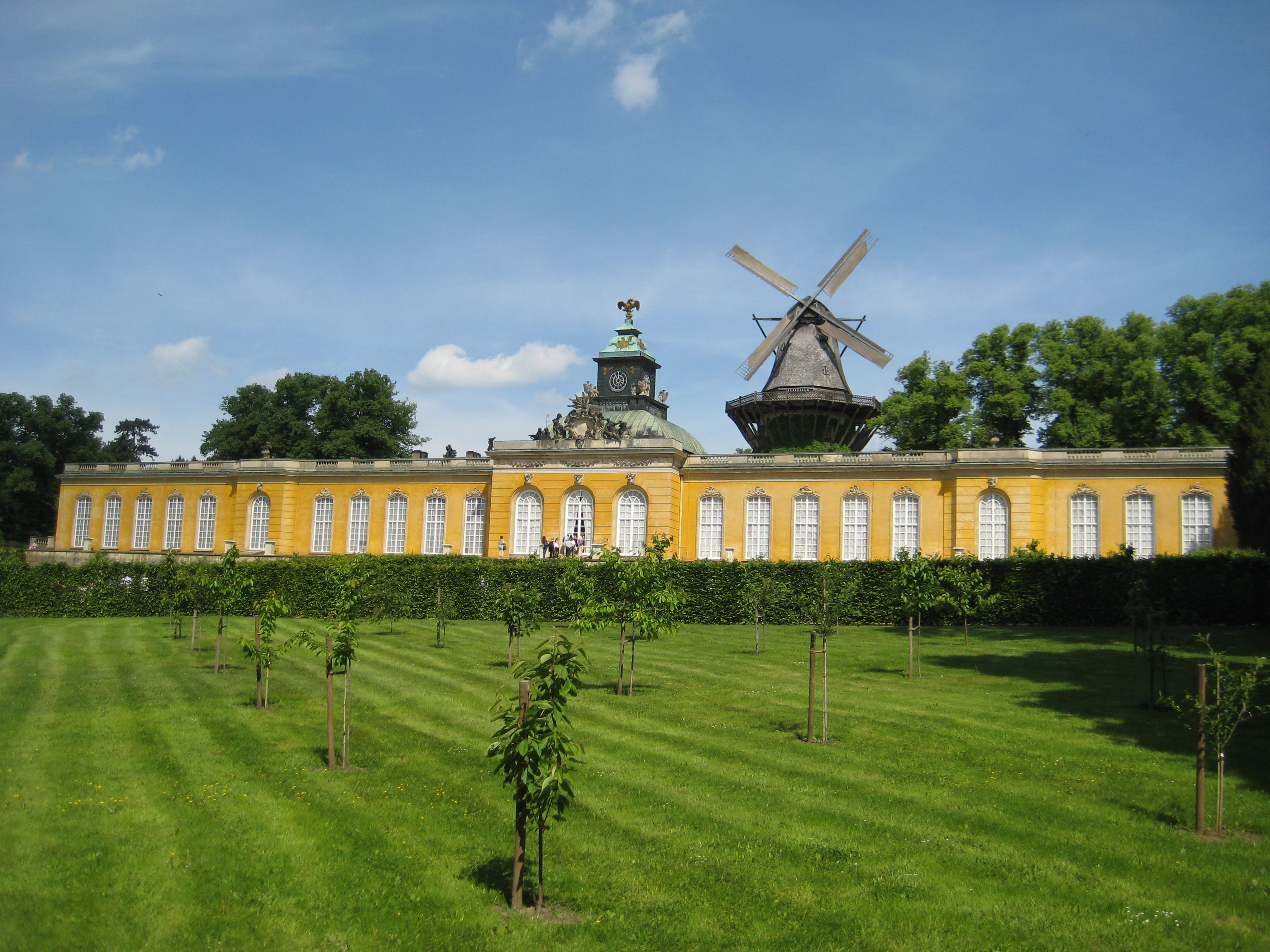
Die Neuen Kammern, im Hintergrund die Mühle von Sanssouci

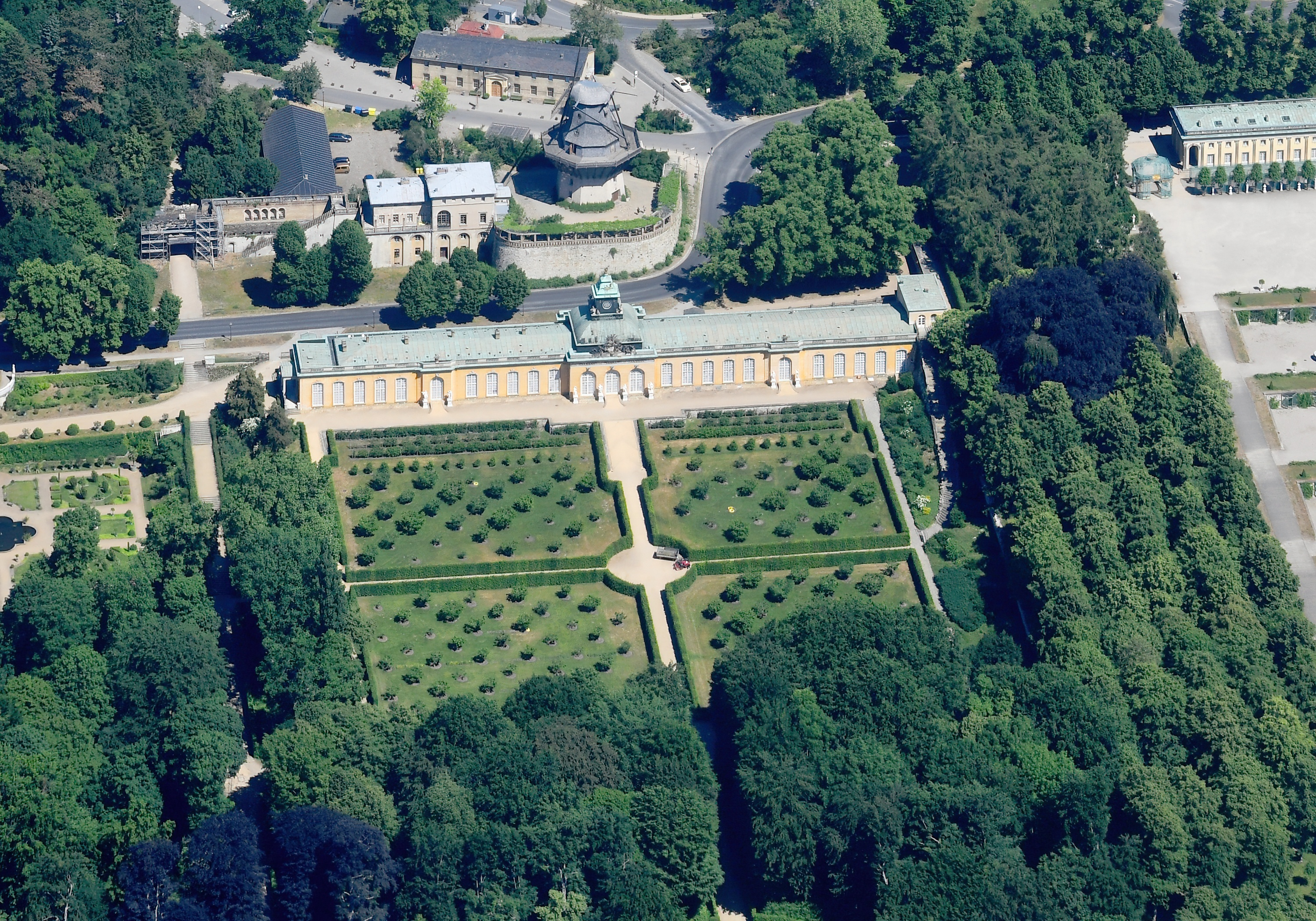
Luftbild der Neuen Kammern

Die Neuen Kammern im Park Sanssouci, Potsdam wurden ab 1747 für Friedrich den Großen als Orangeriegebäude, Theater-, Bankett- und Konzertsaal errichtet, zwischen 1771 und 1775 zu vier Festsälen und einem Gästezimmertrakt umgebaut.
Das südwestlich neben Schloss Sanssouci stehende ehemalige Gästeschloss ist das Gegenstück zu der östlich liegenden Bildergalerie. Beide Gebäude flankieren durch Baumreihen und Rampen getrennt das höherliegende Sommerschloss, dessen Architektur sie aufnehmen.

## Orangerie als Vorgängerbau

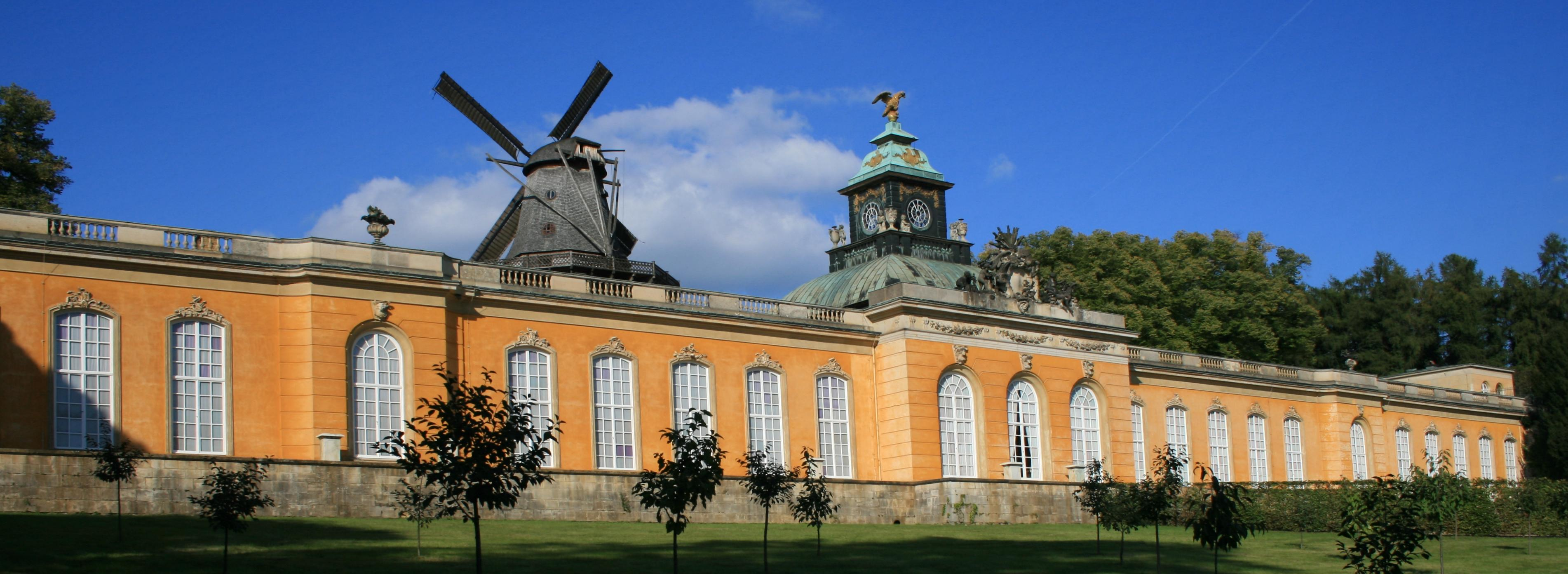
Die Neuen Kammern

Eine Orangerie war der Vorgängerbau der Neuen Kammern. Das eingeschossige Gebäude wurde 1747 in 110 Metern Länge und 6,5 Metern Höhe nach Plänen Georg Wenzeslaus von Knobelsdorffs im Stil des Weinbergschlosses unter Leitung von Jan Bouman mit südlicher Ausrichtung fertiggestellt. In den Wintermonaten beherbergte sie in den sieben Sälen die Kübelpflanzen der Schlossterrassen. Rampen, über die die schweren Gefäße heraus- bzw. hereingefahren wurden, erinnern noch heute an die ursprüngliche Nutzung.
Die erste nachweisbare Orangerie in Potsdam war von 1685 bis 1714 das unter dem Großen Kurfürsten Friedrich Wilhelm von Brandenburg errichtete Pomeranzenhaus im späteren Marstall, heute Filmmuseum. Im Zuge der Umwandlung des nördlichen Teils des Broderieparterres des Lustgartens am Potsdamer Stadtschloss in einen Exerzierplatz unter dem Soldatenkönig Friedrich Wilhelm I. wurde es aufgegeben. Die Orangen überwinterten bis zum Regierungsantritt Friedrichs des Großen in einem Gewächshaus im 1715 errichteten Marlygarten und bildeten neben weiteren während der Schlesischen Kriege dort erworbenen Orangenbäumen den Grundstock für Sanssouci. Vor dem Siebenjährigen Krieg mussten  mehr als 1000 Orangenbäume in weiteren Orangerien überwintern. Orangerien zur Überwinterung der immergrünen Orangenbäume mit gleichzeitigen Blüten- und Fruchtständen und der mythologischen Anspielung auf die Äpfel der Hesperiden, als Zeichen der Stärke und Macht, waren im Barock sehr beliebt und hatten bei Friedrich dem Großen wegen seiner dem Haus Oranien entstammenden Urgroßmutter Luise Henriette einen weiteren symbolischen Bezug. Das Wahrzeichen der Oranier ist ein Orangenzweig.

## Architektur

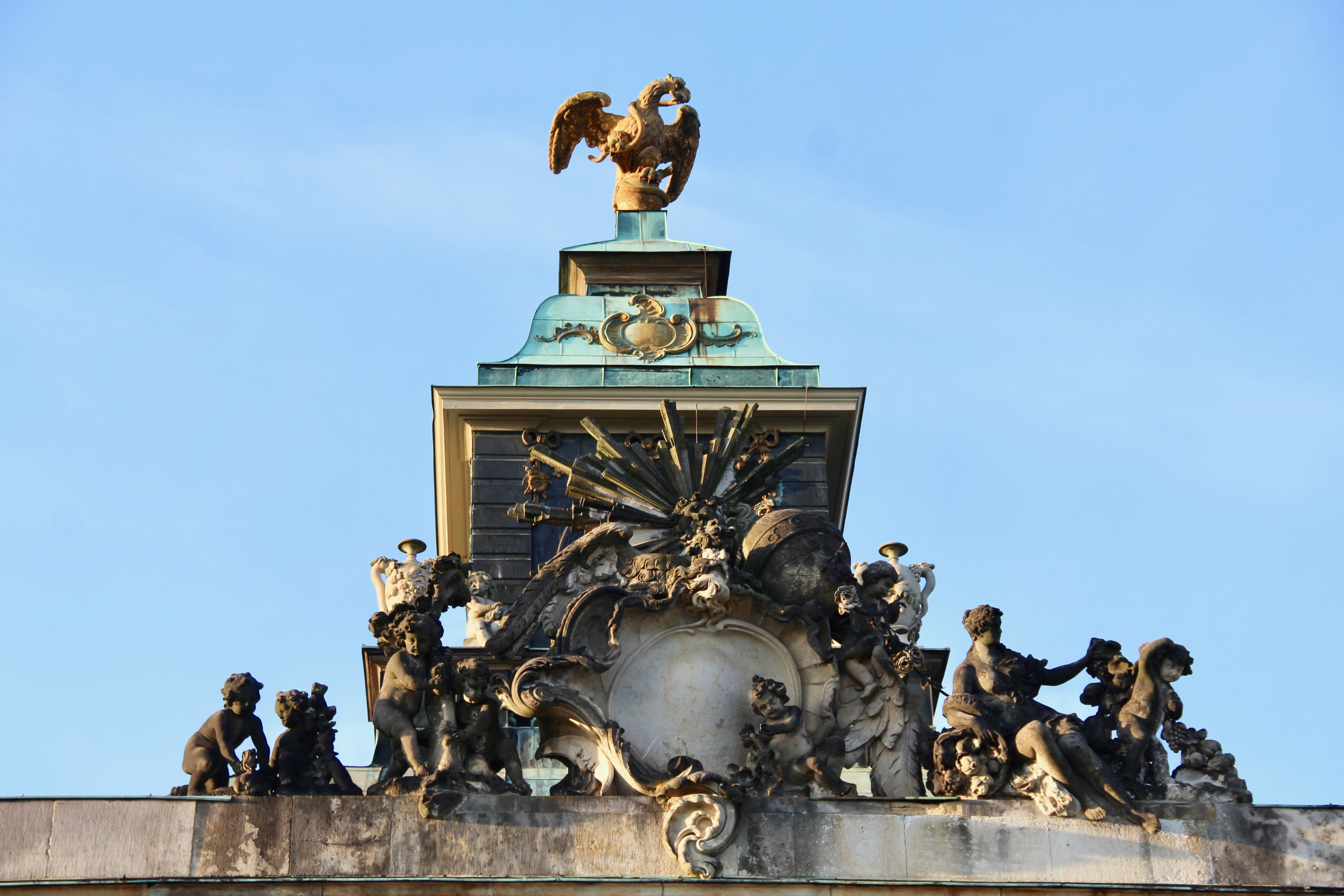
Attikaskulptur von Friedrich Christian Glume

Die horizontale Wirkung des langgestreckten Gebäudes wird an der Südseite durch zwei einachsige Seitenrisalite und den Mittelrisaliten mit Kuppel und der Figurengruppe von Friedrich Christian Glume durchbrochen. Den Mittelpunkt der Attika-Skulptur bildet eine Wappenkartusche, über deren Rand Kronos blickt als Sinnbild der Zeit. Rechts neben ihm schwebt die Weltkugel mit einem Band aus Freimaurerzeichen, überwiegend Alchimistenzeichen der Metalle, in Anspielung auf Friedrichs des Großen Freimaurertum und Gründung der Loge zu den drei Weltkugeln. Die Sonne im Strahlenkranz steht hinter der Weltkugel, an deren Seiten Putten pflanzen oder einen Orangenbaum aufrichten, entsprechend der ersten Nutzung des Gebäudes. Rechts ist Pomona mit ihrem Füllhorn abgebildet. Das Aufsetzen der Kuppel mit Laterne auf dem Mittelrisalit entsprechend der 1755–1763 von Johann Gottfried Büring östlich von Sanssouci erbauten Bildergalerie, um eine Symmetrie zwischen den das Schloss Sanssouci flankierenden Gebäuden herzustellen, ist die auffallendste Veränderung des äußeren Erscheinungsbildes der ursprünglichen Orangerie.
Die Fenstertüren der Risalite bestehen aus Rundbögen mit möglicherweise von Friedrich Christian Glume gestalteten Schlusssteinen aus Sandstein, die übrigen 20 bodentiefen Fenster der Südfassade haben flache Zirkelbogen mit drei Varianten von in Stuck ausgeführten Rocaillen mit Blumen, Früchten, Muscheln und kleinen Wasserkaskaden der Bildhauer Johann Becker und Johann Böhme. Die Nordfassade mit ihrem tief zu beiden Seiten des großen Mittelsaal über dem Heizgang heruntergezogenen Dach ist nicht repräsentativ gestaltet. Den Heizgang hatte Knobelsdorff vom ehemaligen Pomeranzenhaus des Stadtschlosses übernommen. Die letzte Fensterachse wurde zu einem Treppenhaus zum Plateau von Sanssouci.
Äußere Umbauten durch Ludwig Ferdinand Hesse unter Friedrich Wilhelm IV. erfolgten im Zusammenhang mit dem Triumphstrassenprojekt, Hinzufügung eines Säulenganges zur Maulbeerallee und eines Portikus an der Westseite. 1924 wurden die Neuen Kammern als Museum eröffnet und waren zwischen 1963 und 1987 wegen Restaurierungsarbeiten geschlossen.

## Statuen vor der Südfassade

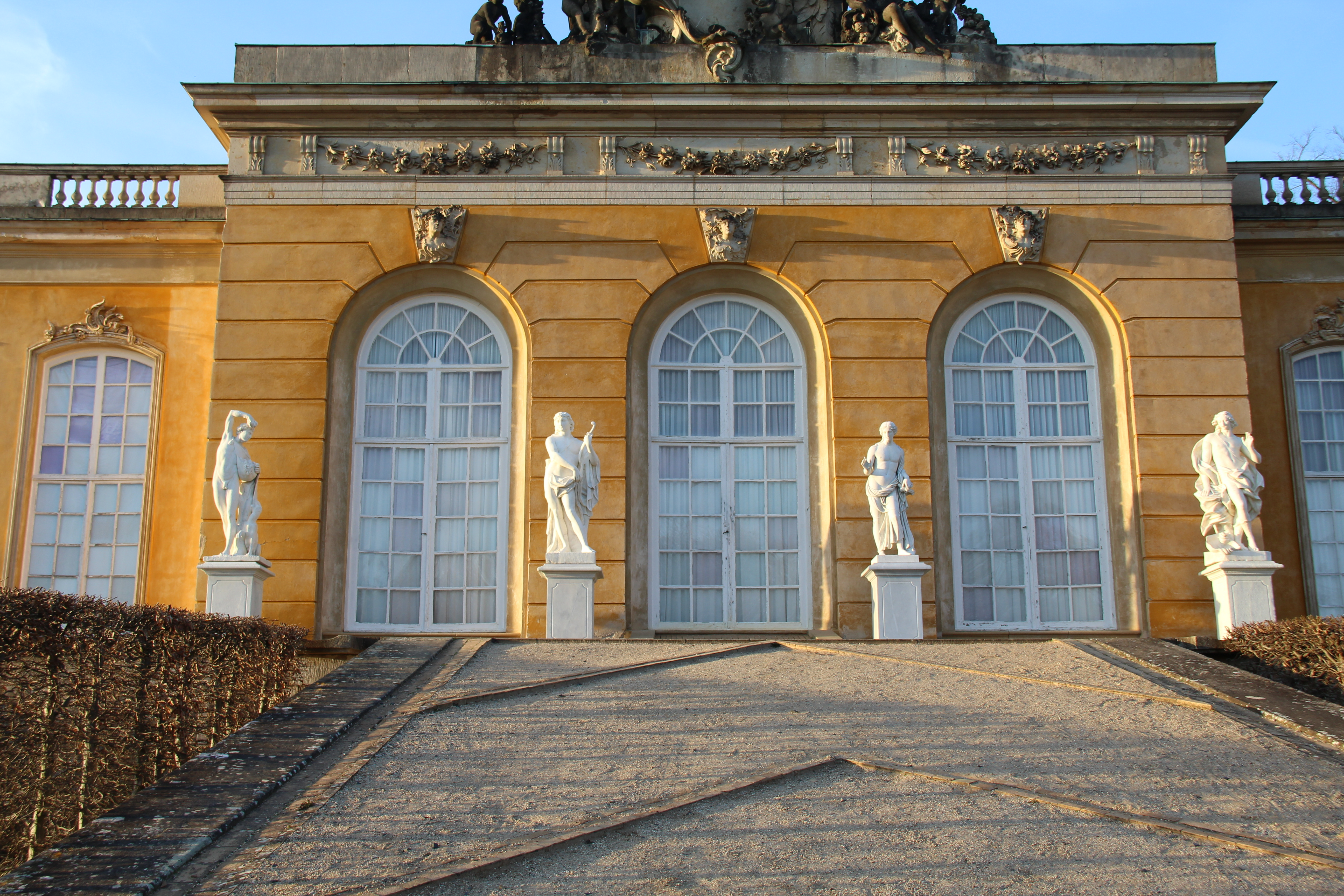
Marmorstatuen vor dem Mittelrisalit

1749 wurden auf der Terrasse zwischen den bodentiefen Türen und Fenstern 26 zwischen 1745 und 1749 überwiegend von unbekannten italienischen Bildhauern nach antiken Vorbildern geschaffene Statuen aus Carraramarmor, sogenannter „Gartenware“, aufgestellt. Die mythologischen Figuren stehen für die ungezügelte Natur und spielen auf die frühere Nutzung des Gebäudes als Orangerie an. Sie ergänzen die Attikaskulptur Glumes über dem Mittelrisaliten mit Sonne, Zeit und Gartentätigkeiten und stehen mit dem Naturmotiv und der Antikenrezeption auch in Beziehung zu den Fassadenskulpturen der 1755 bis 1763 östlich des Schlosses Sanssouci erbauten Bildergalerie mit ihrem akademischen Lehrprogramm der Bildenden Künste. Mit den Darstellungen von Kunst und Natur sind die das Weinbergschloss flankierenden Schlösser nicht nur architektonisch, sondern auch hinsichtlich ihres Skulpturenprogramms Pendants. Vor dem Mittelrisalit der Neuen Kammern ließ Friedrich II. vier Marmorstatuen des dänisch-niederländischen Bildhauers Asmus Frauen aufstellen, Antinous und  Endymion signiert „AS Frauen fecit“, Apoll mit der kaum noch lesbaren Signatur „A F · Fe…“ (Fecit) und eine vierte unbezeichnete Statue des Narziss, die der Werkstatt Asmus Grauens oder einer anderen niederländischen Werkstatt zugeschrieben wird.
Die 1929 vorhandenen 24 Statuen wurden ab 1982 aufgrund ihres schlechten Zustandes im Depot aufbewahrt. Durch Spenden in Höhe von insgesamt 1,2 Millionen Euro unter anderem der Cornelsen Kulturstiftung in Höhe von 278.000 Euro wurden von 2019 bis 2023 20 Statuen restauriert, vier aufgrund ihres schlechten Erhaltungszustandes kopiert und wieder aufgestellt. Zunächst kehrten vier Statuen vor den Mittelrisalit zurück, die Antikenkopie Apollon mit Leier von Eduard Stützel, Narziss und Endymion als Schäfer (Werkstatt Frauen oder niederländische Werkstatt, Frauen) und ein Faun des französischen Hofbildhauers François Gaspard Adam. 2019 wurden Meleager und Herkules Farnese am westlichen Risalit,  Hermes Andros Farnese und eine Venus Kallipygos am östlichen Risalit und im Juni 2023 Apoll mit Lyra, die Vestalin, Pomona mit Früchten und Diana mit Hund aufgestellt. Freistehende Einzelfiguren, die ohne mit der Fassade verbunden zu sein deren Rhythmus prägen, waren im deutschen Barock neu und weisen auf den beginnenden Klassizismus hin.

## Raumeinteilung und innere Ausstattung
Die Säle der ursprünglichen Orangerie waren entsprechend der äußeren Gliederung des Gebäudes angeordnet. Dem annähernd quadratischen, die gesamte Gebäudetiefe einnehmenden Jaspissaal hinter dem Mittelrisalit, schlossen sich zu beiden Seiten je zwei langgestreckte fünfachsige Galerien mit einem ovalen einachsigen Saal dazwischen an. Die Säle der im Sommer leerstehenden Orangerie dienten Friedrich dem Großen als Theater, Bankett- und Konzertsäle. Nachdem die Orangenbäume in einem schlichten Ersatzbau untergebracht worden waren, begann 1771–1775 der Umbau der Neuen Kammern durch Georg Christian Unger in ein Gästeschloss. Dabei blieben die wesentlichen Bestandteile des Außenbaus erhalten.
Aus dem mittleren und den östlichen Sälen wurden vier Festsäle und aus den drei westlichen Sälen drei Wohn- und vier Schlafzimmer für Gäste nebst dahinter liegenden Zimmern für die Dienerschaft errichtet, und durch Umbauten 1842–1843 von Ludwig Persius sieben Gästequartiere  mit Dienerschaftszimmern im neu erbauten Obergeschoss geschaffen, die auch von Hofdamen der Königin Elisabeth genutzt wurden. Der späte Stil des friderizianischen Rokoko fand hier noch einmal seinen grandiosen Höhepunkt, obwohl der Klassizismus schon weitgehend den Zeitgeschmack bestimmte.
Die Wand- und Deckenentwürfe stammen von Johann Christian Hoppenhaupt dem Jüngeren, der schon an den Dekorationen von Sanssouci und des Neuen Palais beteiligt war. Die Stuckarbeiten stammen wie in der Bildergalerie von Constantin Philipp Georg Sartori und Johann Michal Merck. Der bildnerische Schmuck besteht neben der Rocaille aus Naturformen, Blumen und Früchten. Jeder Saal hat einen eigenen Farbklang mit farbigen Wänden, abgestimmten Fußböden aus schlesischem  Marmor und an den Wänden aufgereihten Tafelstühlen mit zur Raumfarbe passend eingefärbten Lederkissen nach Johann Melchior Kambly 1986 nachgebildet. Vom Empfangssaal bis zum Jaspissaal steigern sich die Dekorationen.

### Ostflügel

#### Blaue Galerie
Die blaue Galerie, nächst der Treppe zur Terrasse von Sanssouci gelegen, diente als Empfangssaal und erhielt ihren Namen von den blauen Füllungen der weißen Stuckmarmorverkleidungen, die mit ihren Goldadern Lapislazuli imitieren und mit acht feuervergoldeten bronzenen Wandbranchen (1774) geschmückt sind. Auf den beiden Supraportenreliefs der Brüder Johann David (1729–1783) und Johann Lorenz Wilhelm Räntz (1733–1776) ist die Geschichte von Acis und Galateia dargestellt.

#### Büfettsaal
Der Blauen Galerie im östlichen Teil schließt sich der ovale Büfettsaal für vermutlich kleinere Gesellschaften an, der nach der Tradition verspiegelter Porzellankabinette gestaltet ist. 19 goldene Konsolen trugen ursprünglich sechs große chinesische und 13 kleinere frühklassizistische Porzellangefäße der Königlichen Porzellan-Manufaktur Berlin, die seit 1945 verschollen sind. Die Keramikerin Heidi Manthey schuf 1987 moderne Fayencen, um sich dem ursprünglichen Eindruck zu nähern. Dem Grundriss entsprechend, weist der Boden ein konzentrisches Streifenmuster aus rötlichem und weißem Marmor auf. In vier Nischen stehen Marmorstatuen von Antoine Tassaert, die den Weingott Bacchus und Figuren aus seinem Umkreis darstellen und im Auftrag Friedrichs II. für die Bildergalerie gefertigt wurden.

#### Ovidgalerie
Die ursprünglich in der Lieblingsfarbe Friedrichs des Großen grün gestrichenen Wände der Ovidgalerie sind verblasst. In dem Konzertsaal werfen nach dem Vorbild französischer Spiegelsäle fünf fast bis zur Decke reichenden Spiegel der Nordseite die Gartenausblicke der gegenüberliegenden südlichen hohen Fenstertüren zurück. Auf Wunsch Friedrichs II. wurden an den Wände 14 vergoldete Stuckreliefs mit Szenen der Liebesabenteuer antiker Götter aus den Metamorphosen des römischen Dichters Ovid von der Werkstatt der aus Bayreuth stammenden Bildhauerbrüder Johann David und Johann Lorentz Wilhelm Räntz geschaffen, bei denen die Figuren in ihren Verwandlungen dargestellt werden. Mit den im 18. Jahrhundert beliebten Motiven der Metamorphosen ließ Friedrich II. besonders seine für Musikdarbietungen bestimmten Räume gestalten, so dass wahrscheinlich auch die Ovidgalerie als Konzertsaal genutzt wurde.
An der westlichen Spiegelwand beginnend im Uhrzeigersinn werden insbesondere dargestellt:

1. Apollo und Clytia

3. Venus und Adonis

4. Bacchus und Ariadne an der Ostwand

4. Vertumnus und Pomona

5. Perseus und Andromeda

#### Jaspissaal
In der Mitte des Bauwerks unter der Kuppel liegt der größte Raum, der Jaspissaal, genutzt als Fest- und Konzertsaal. Die Wände des Festsaals sind prachtvoll mit rotem Jaspis, einem Halbedelstein, und grauem schlesischen Marmor ausgeschmückt. Die gleichen Farben finden sich in der Gestaltung des Fußbodens wieder. Das Deckenbild Venus mit ihrem Gefolge entwarf 1774 der Hofmaler Johann Christoph Frisch. Vor dem Hintergrund des roten Jaspis wurden an den Wänden Konsolen angebracht, geschmückt mit Büsten der Antike und des 18. Jahrhunderts.

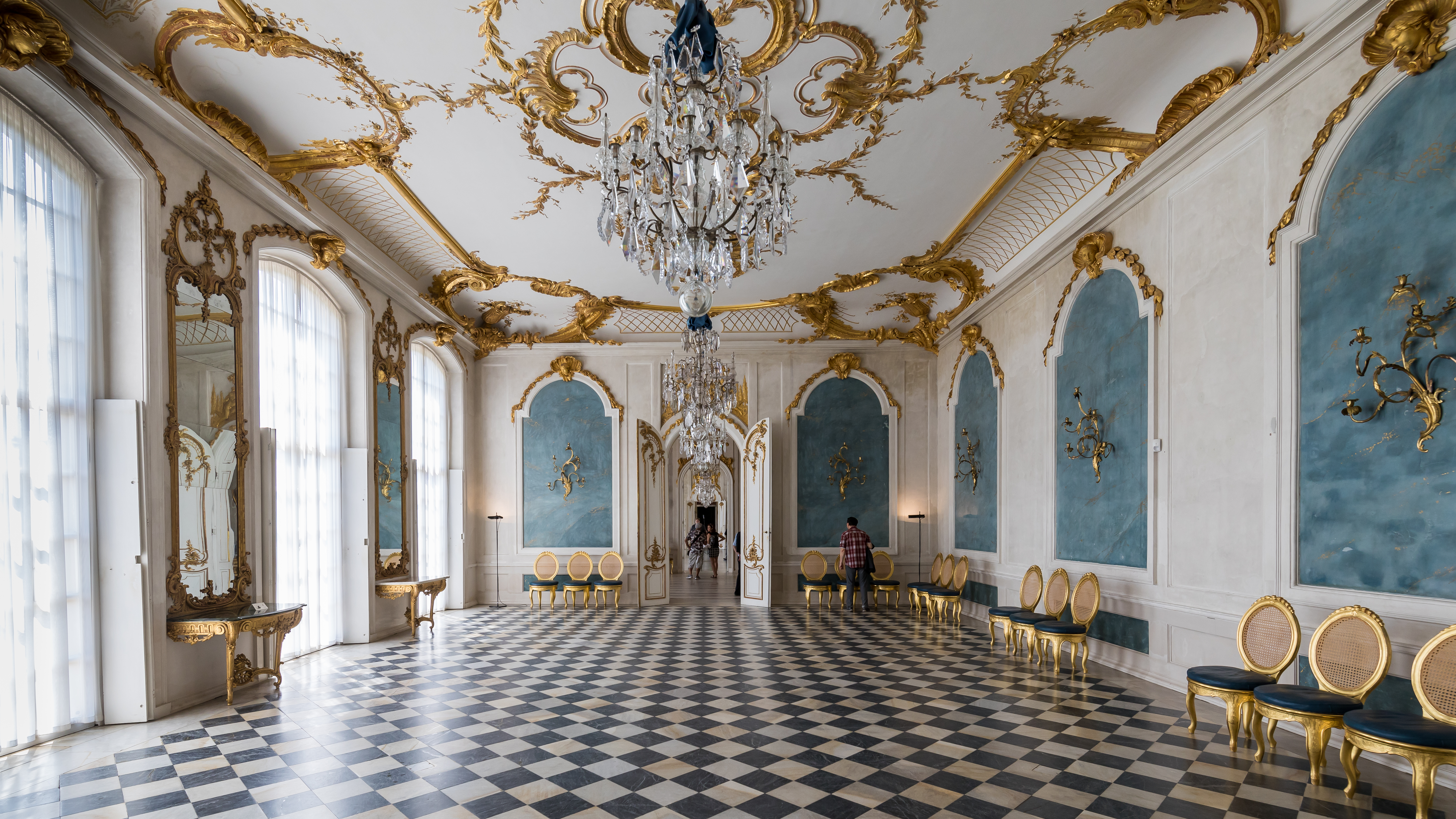
Blaue Galerie
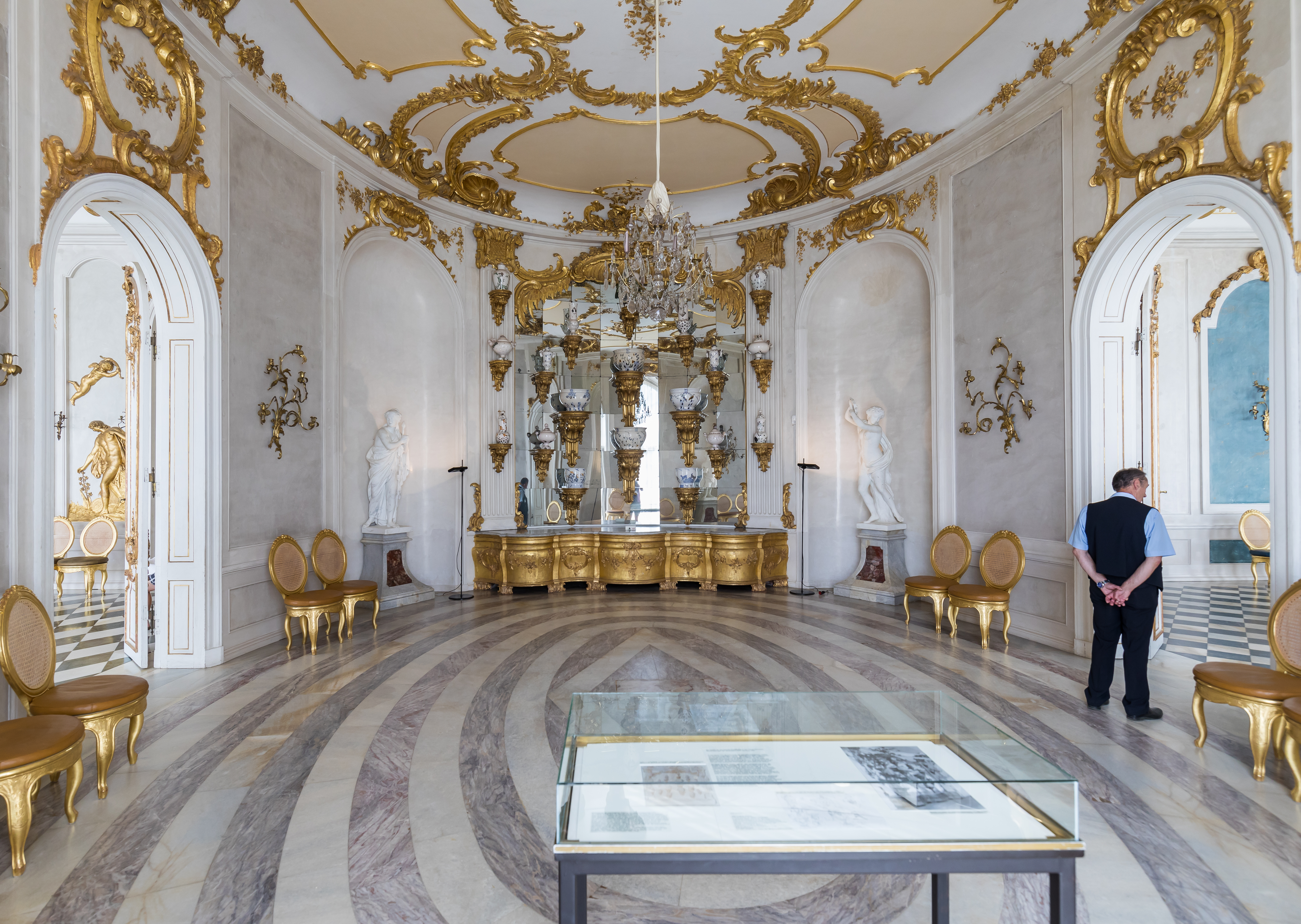
Buffetsaal
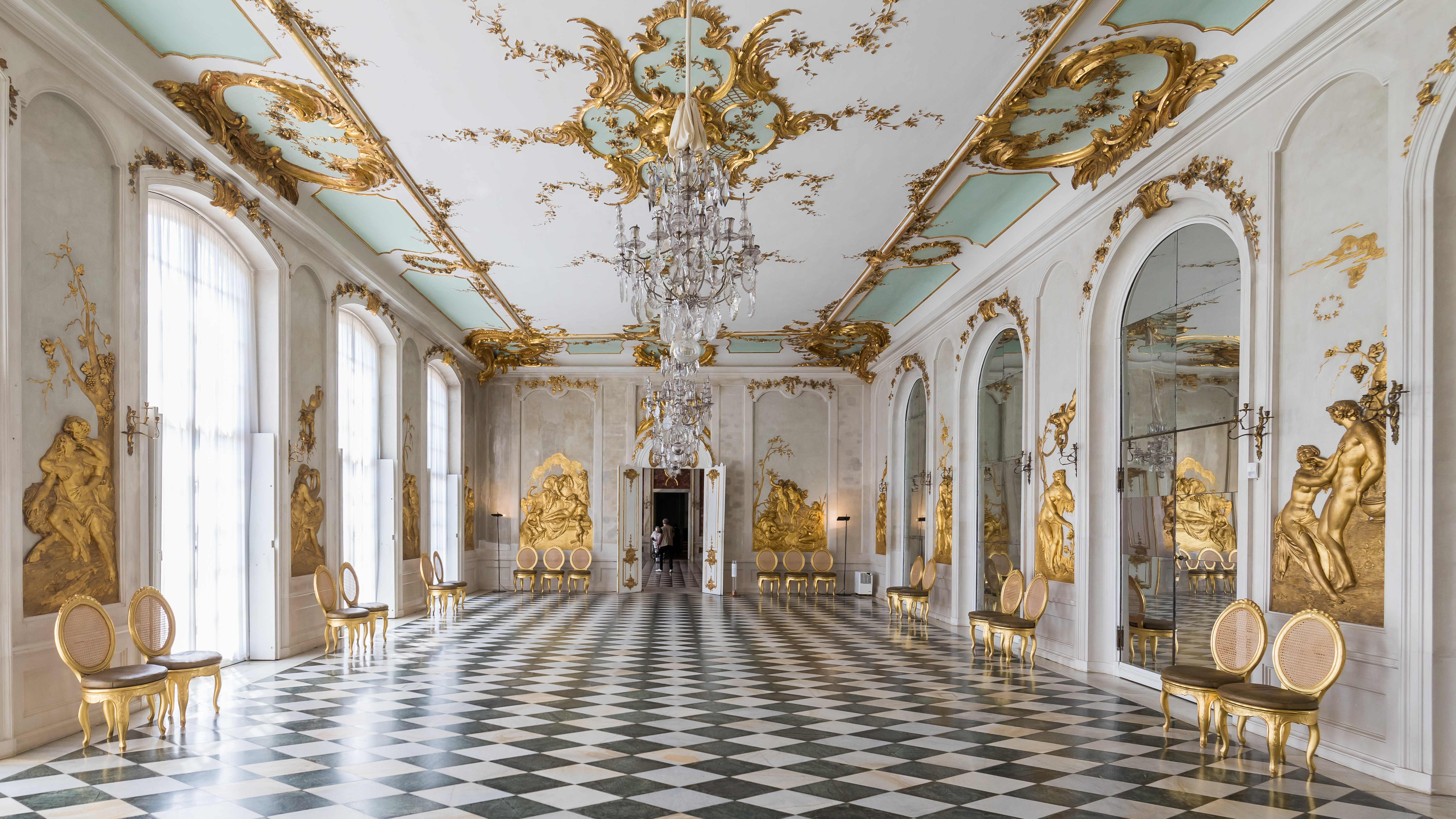
Ovidgalerie
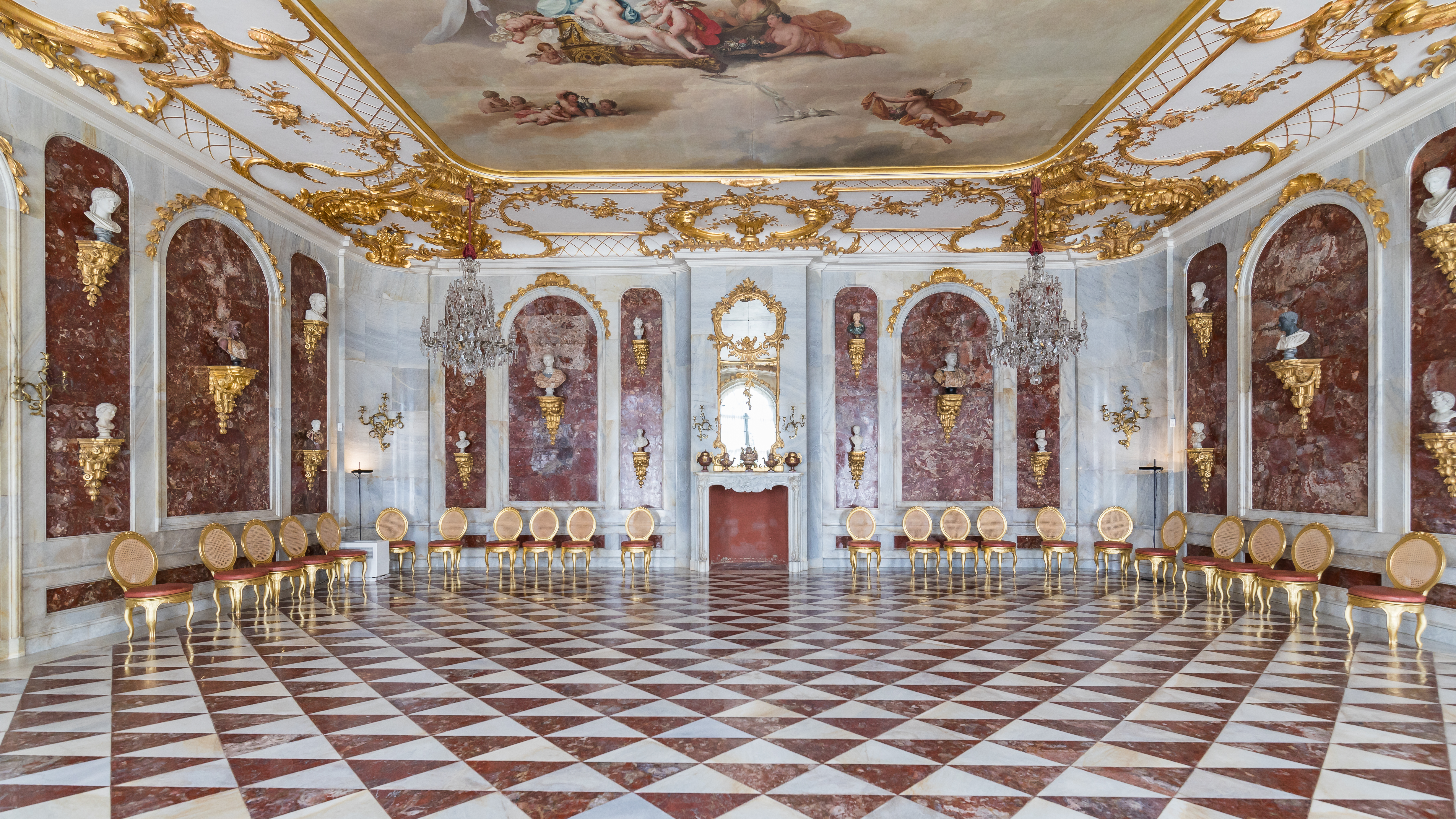
Jaspissaal

### Westflügel
Zwischen 1773 und 1775 wurden zunächst die Gästezimmer errichtet. Aus drei Sälen entstanden sieben Gästeappartements. Die Breite des mittleren Appartements hinter dem westlichen Seitenrisalit wurde durch den vormaligen ovalen Saal vorgegeben. Die Säle rechts und links davon wurden durch insgesamt vier Querwände, zwei je Saal, in weitere sechs Appartements, drei je Saal, unterteilt. Die Gästeräume wurden unterschiedlich als Lack-, Bilder- oder Intarsienkabinette dekoriert, deren kostbare Intarsien aus einheimischen Hölzern die Wände von der Decke bis zum Boden schmücken. Zur Gemäldeausstattung der Gästezimmer gehören Potsdamer Veduten, die die Ausgestaltung der Stadt unter Friedrich den Großen dokumentieren und eigens für das Gästehaus vom König in Auftrag gegeben wurden.

#### Großes Intarsienkabinett
Das Wohnzimmer der zweiten Gästewohnung wird nach der Gestaltung der Wandverkleidung mit Einlegearbeiten durch die Gebrüder Heinrich Wilhelm und Johann Friedrich Spindler als das Große Intarsienkabinett bezeichnet. Die aufwändigen Holzarbeiten dieses Raumes allein sollen vier Jahre beansprucht haben. Ihre Anfertigung wurde im Jahre 1772 begonnen. Bei der Ausfertigung wurden verschiedene tropische und einheimische Hölzer, wie beispielsweise Amaranth, Ebenholz, Palisander, Maulbeere und Ahorn verarbeitet. Die eingelegten Holzstücke erhielten zum Teil durch das kurzfristige Eintauchen in glühenden Sand am Rand dunkle Verfärbungen, wodurch die Intarsien eine plastische Wirkung erhalten. Unterschiedliche Farbabstufungen erreichte man außer durch die Naturfarben der Hölzer durch Auftragen von Wachs auf die Oberfläche. Details und Texturen wurden mit heißen Nadeln in die Holzoberfläche eingeritzt. Es sind Pflanzen, Früchte, Vögel, Jagdwerkzeuge und Musikinstrumente dargestellt.
Das Wohnzimmer der dritten Gästewohnung lehnt sich in der Gestaltung an diesen Raum an. Es wird aus diesem Grund mitunter „Kleines Intarsienkabinett“ genannt. Die verwendeten Holzarten sind jedoch weniger kostbar.

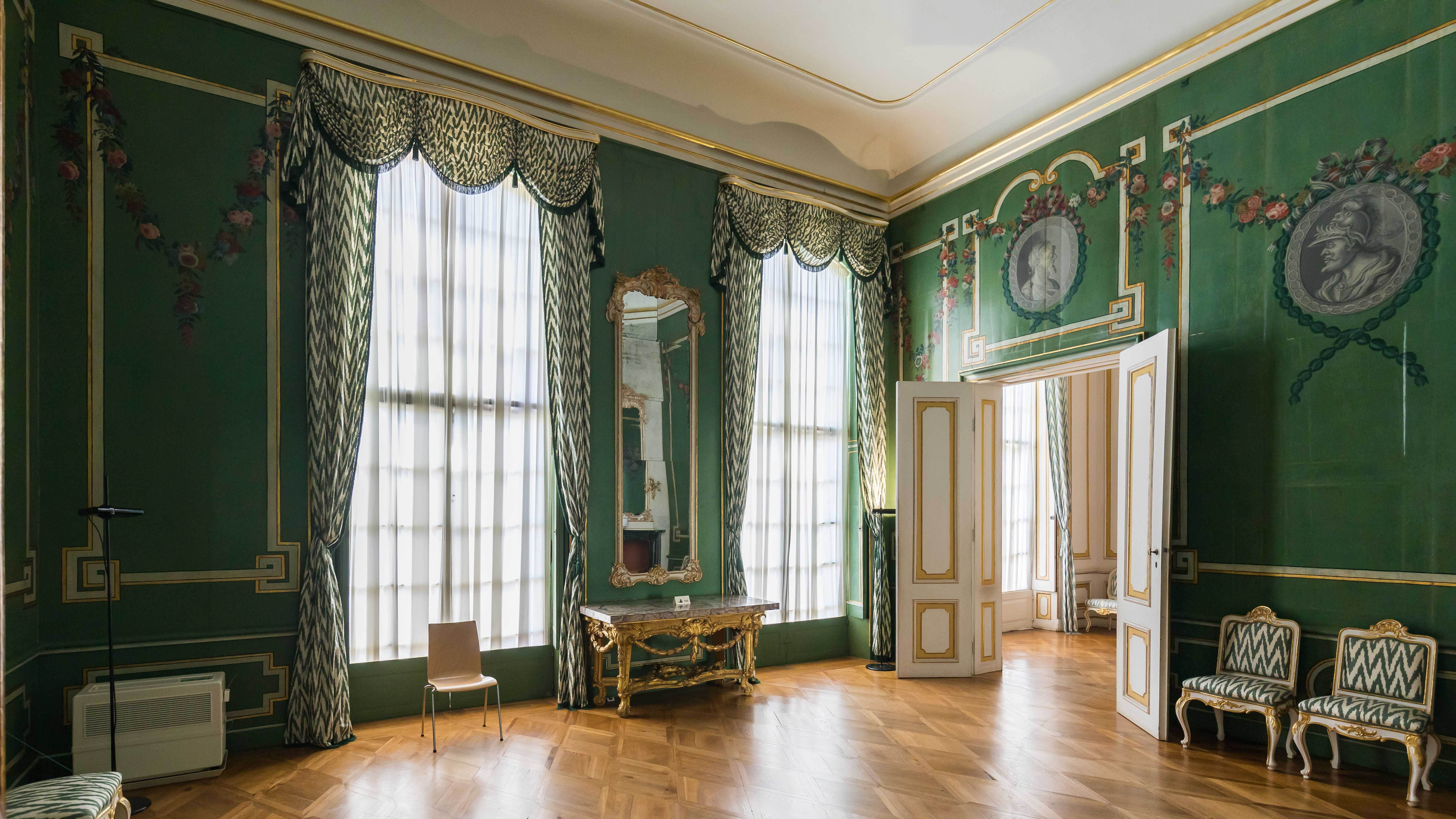
Grünes Lackkabinett der ersten Gästewohnung
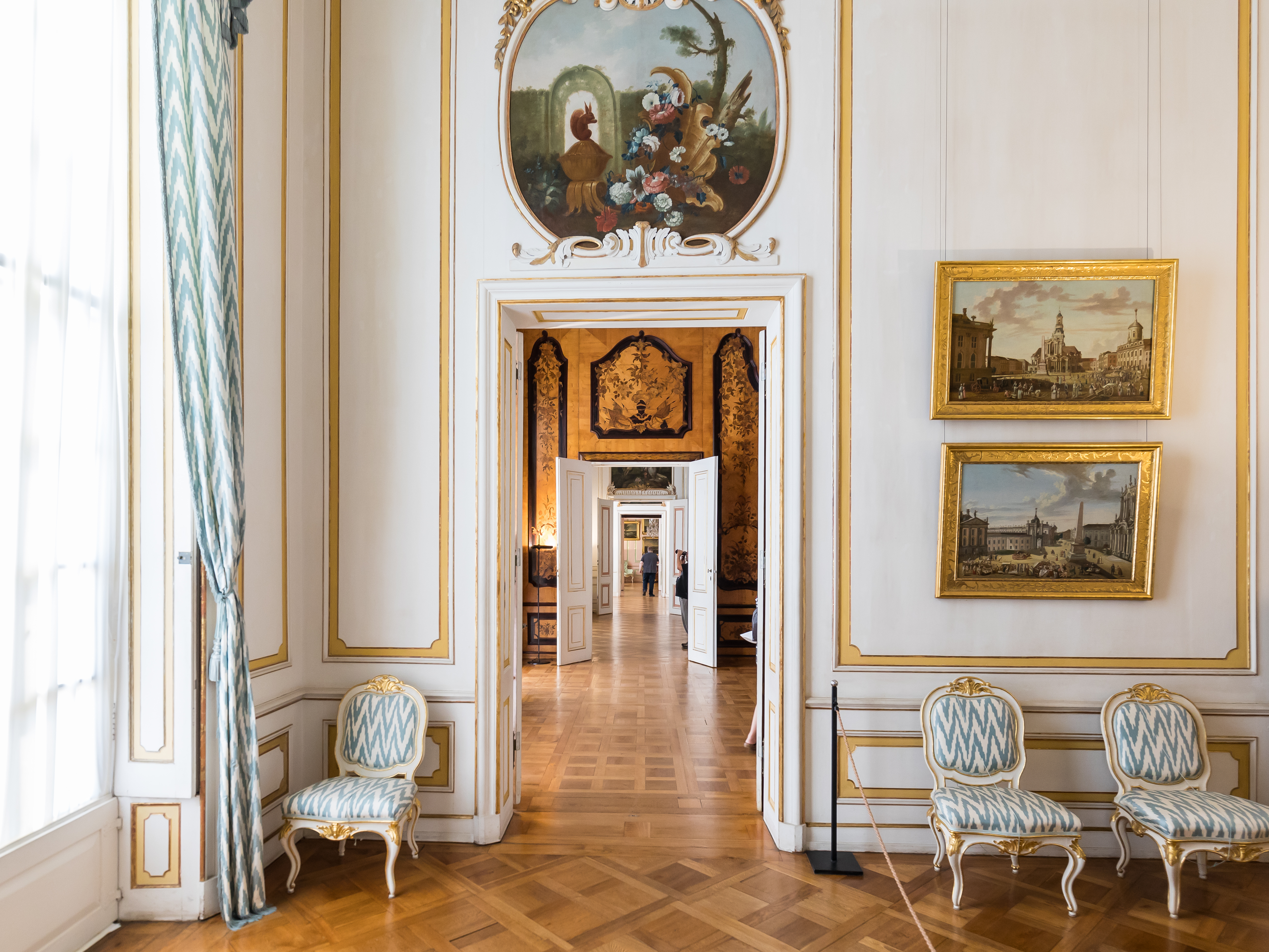
Schlafzimmer der ersten Gästewohnung
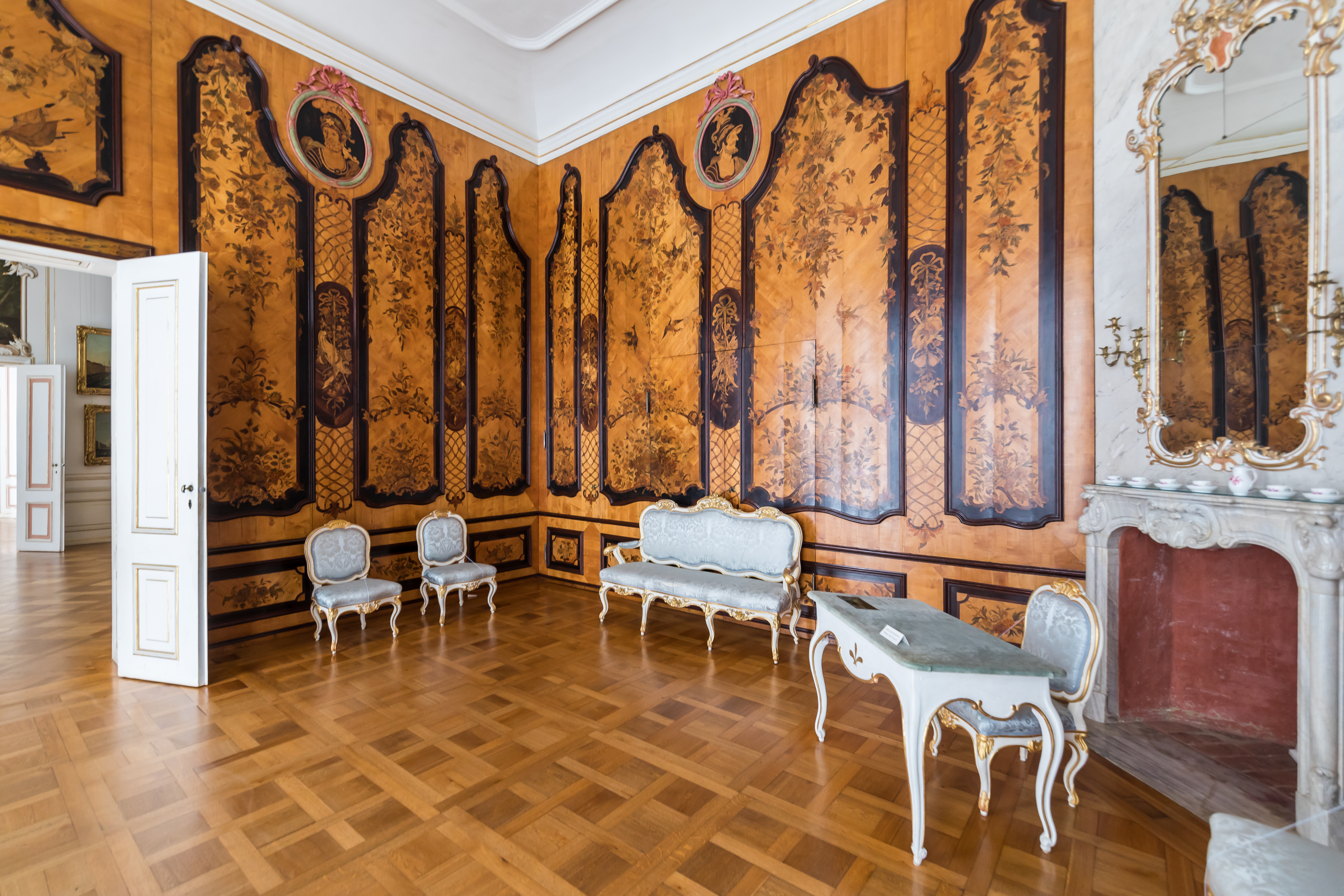
Großes Intarsienkabinett der zweiten Gästewohnung
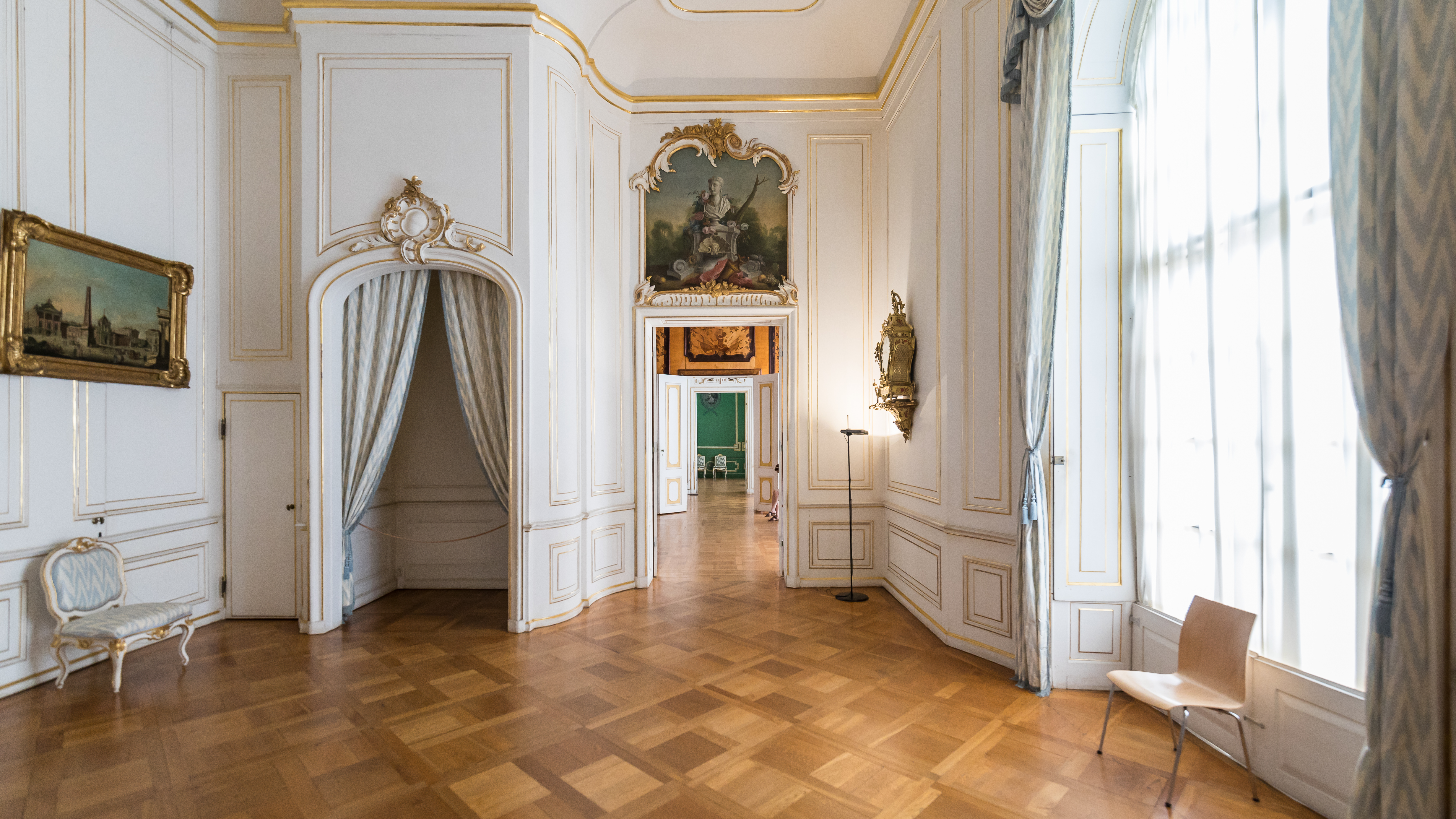
Schlafzimmer der zweiten Gästewohnung
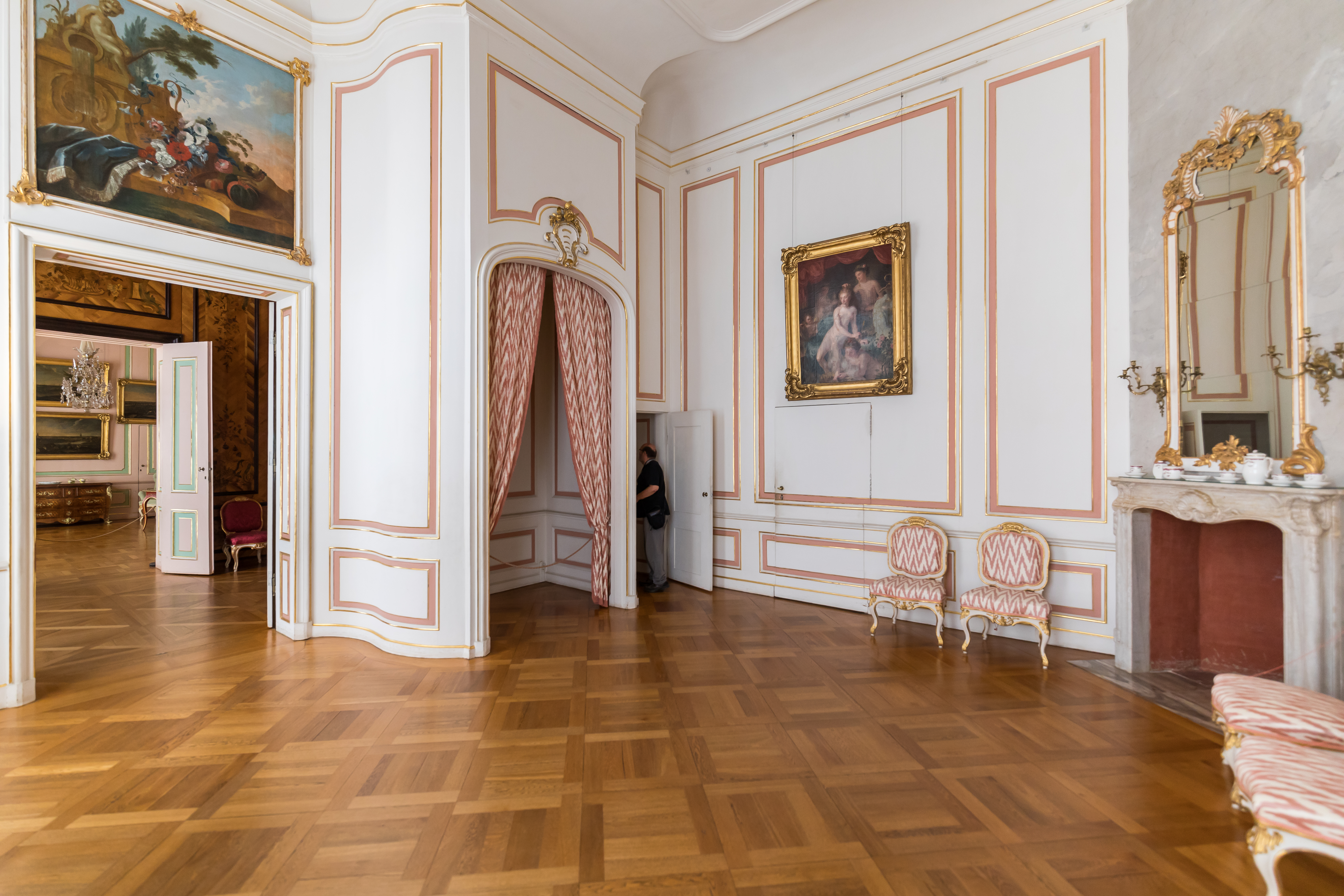
Schlafzimmer der dritten Gästewohnung
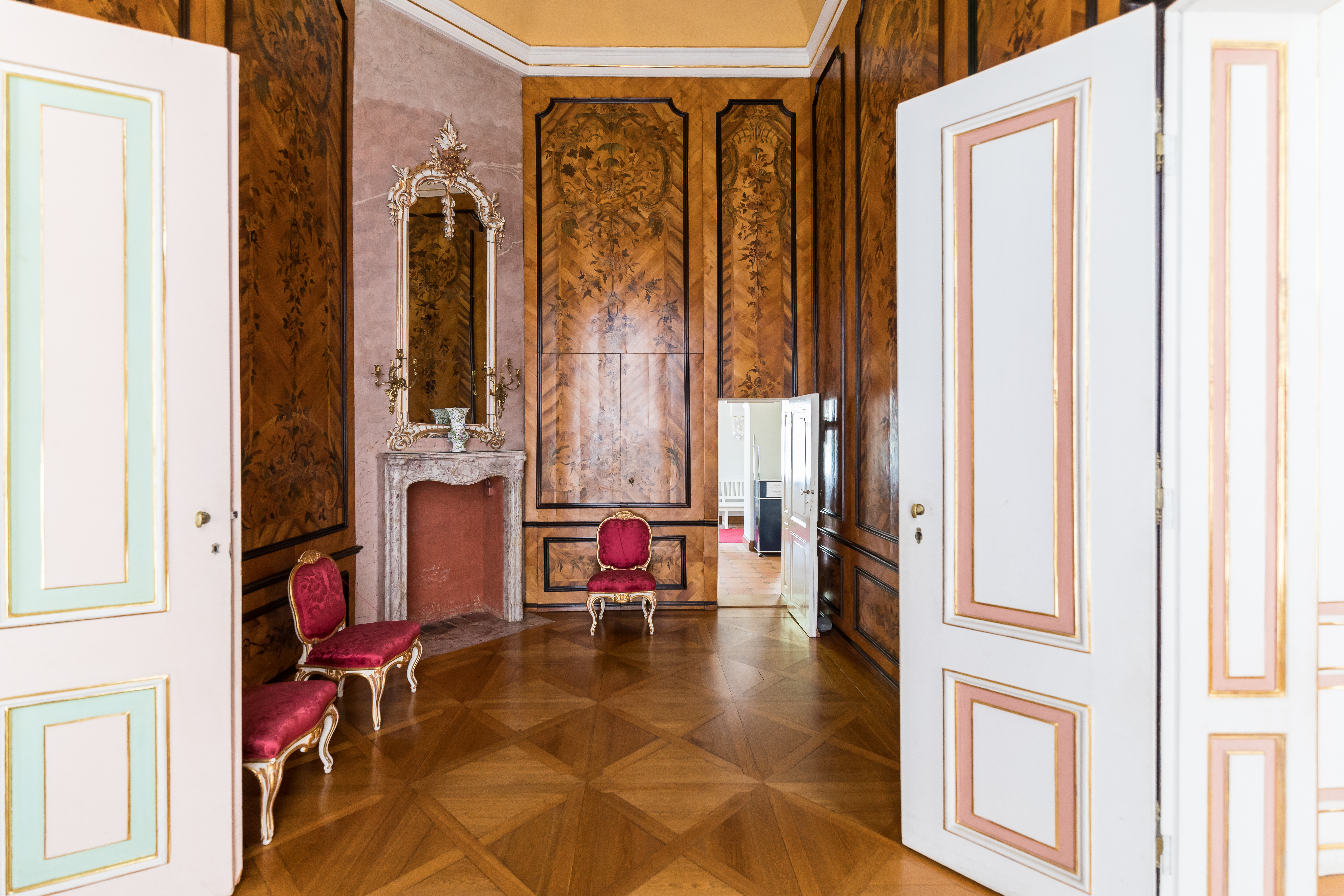
Kleines Intarsienkabinett der vierten Gästewohnung
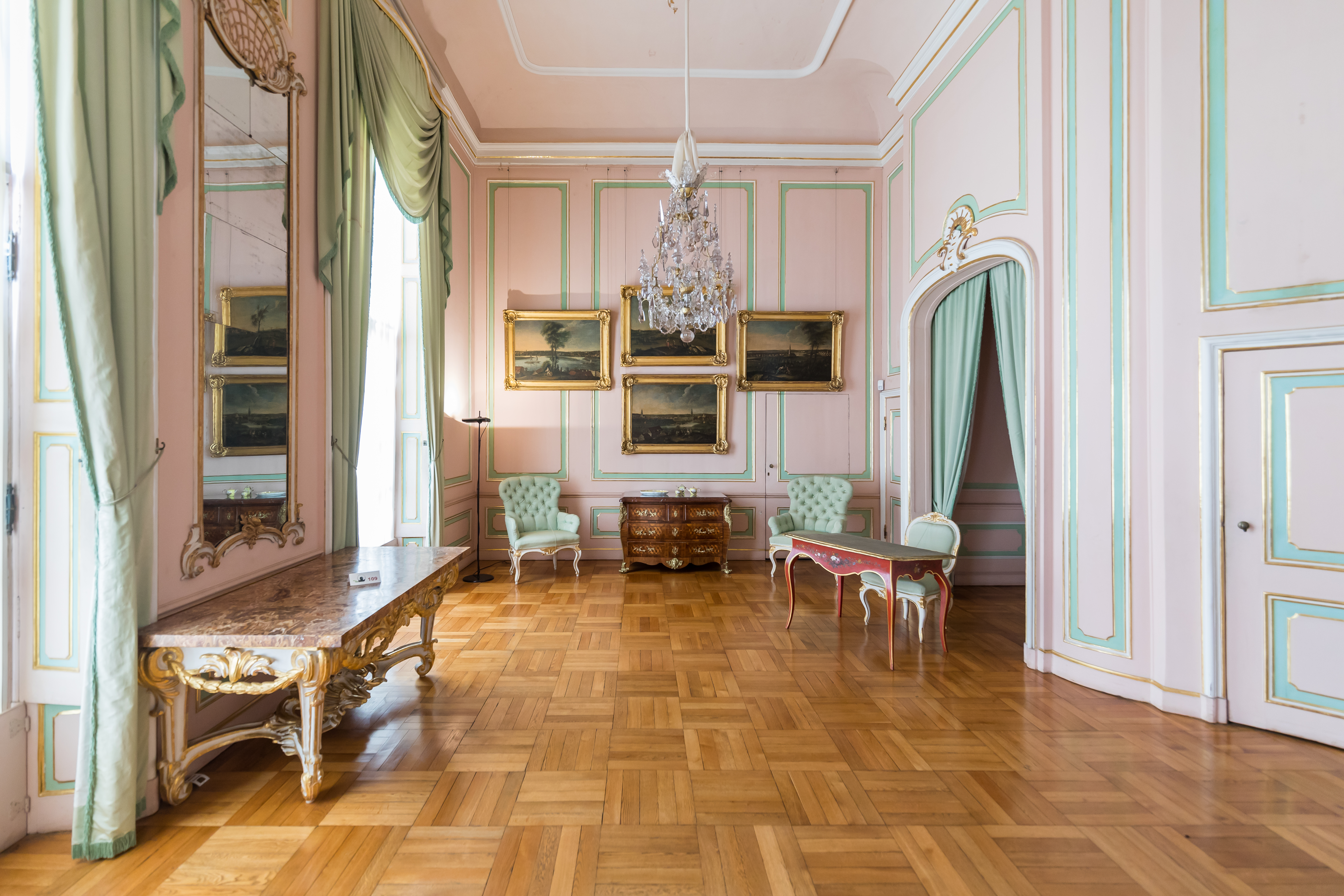
Schlafzimmer der vierten Gästewohnung

## Gartengestaltung
1746/1747 ließ Friedrich II. das Gelände westlich der Sanssouci-Terrassen ein 100 m × 100 m großes Gelände in vier regelmäßige Quartiere gliedern und ausschließlich mit Kirschbäumen, seinen Lieblingsfrüchten, bepflanzen. Die Anpflanzungen wurden rekonstruiert.